# 18431 Stazzema
18431 Stazzema este un asteroid din centura principală de asteroizi.

## Descriere
18431 Stazzema este un asteroid din centura principală de asteroizi. A fost descoperit pe 16 ianuarie 1994 la Cima Ekar de Maura Tombelli și Andrea Boattini. Asteroidul prezintă o orbită caracterizată de o semiaxă mare de 2,40 ua, o excentricitate de 0,11 și o înclinație de 6,0° în raport cu ecliptica.